# Granč-Petrovce
Granč-Petrovce és un poble i municipi d'Eslovàquia. Es troba a la regió de Prešov, al nord del país.

## Història
La primera referència escrita de la vila data del 1292.

## Demografia
| Godina             | 1994 | 2004   | 2014   | 2024   |
| ------------------ | ---- | ------ | ------ | ------ |
| Nombre de persones | 589  | 597    | 608    | 663    |
| Diferència         |      | +1,35% | +1,84% | +9,04% |

| Godina             | 2023 | 2024   |
| ------------------ | ---- | ------ |
| Nombre de persones | 657  | 663    |
| Diferència         |      | +0,91% |